# 氏 (中国)
氏（し、うじ）は、古代の中国で、同一の先祖から出た血縁集団（姓）から分れ出た小集団を指す語であり、その小集団固有の名称のことを指した漢字である。氏にあたる各小血縁集団は、姓にあたる大血縁集団のうち、居住地や職業、一族の中の社会的序列などによって独立した集団として認識される人々である。
古代中国の氏は、姓と呼ばれる血縁集団の中の特定の構成員を起源として、血統的に姓から分節された集団ととらえられる。これを民族学の言葉にあてはめると、姓が部族、氏が氏族にほぼ相当すると考えてよい。
氏の名は、しばしば姓の中での社会的関係や、職業などを示す名詞の最後に氏の漢字を沿えてあらわされる。例えば、公孫氏であれば、公の孫、つまり諸侯の分家の家柄に属する氏である。また、陳国の者が陳氏、趙国の者が趙氏と呼ばれたように、国名から起こった氏の名も多い。例えば秦に仕えた商鞅は、初め衛国の公の一族であったから衛鞅、公孫鞅と呼ばれ、のちに功績によって商という土地の君に封じられたので、封国の地名をとって商鞅と呼ばれる。
中国では時代が下るにつれ、次第に姓の紐帯が薄れ、人々は氏のみを名乗ることが増えた。そのため姓と氏の関係は曖昧となり、姓と氏は同義化して、かつての姓もかつての氏もともに姓とも氏とも呼ばれるようになって、その違いは消滅していった。
なお、これに対し、日本においては日本へと漢字が伝わったころの中国では氏と姓の違いに相当する族集団構造はほとんど消滅に向かっていたため、姓と氏の間にこのような意味上の差異は存在しない。しかし、ウヂとカバネというふたつの氏姓制度をもっていたため、前者が氏、後者が姓という漢字をあてはめられ、別々の意味に使われた。また、漢文表現ではウヂが姓もしくは本姓、ここから分化した名字などの家名には氏の表記が行われ、これは中国における古い姓と氏の用法にかなり類似している（そのように解した場合、現代の訓読みと異なり、ウヂが姓でカバネが氏に対応する点に注意）。しかし、平安時代には日本でも氏（ウヂ）と姓（カバネ）の違いはほとんど意味を失い、さらに土地の支配権を表す「名字（の地）」という概念が中世から定着していくほか、近世には大商人などを中心に屋号なども人別に用いられるようになった。このため明治時代以降は名字（苗字）とも混同することになる（このことの詳細についてはウヂ、カバネ、名字の各記事を参照）。

## 外部連結
- 中華姓氏源流通譜
- 中華百家姓一覽